# Plouhinec (Morbihan)
Plouhinec es una comuna francesa situada en el departamento de Morbihan, en la región de Bretaña.

## Demografía
| 3601 | 3451 | 3372 | 3553 | 4026 | 4143 | 5343 |
| Para los censos de 1962 a 1999 la población legal corresponde a la población sin duplicidades (Fuente: INSEE [Consultar]) |      |      |      |      |      |      |